# ماسا ماريتيما

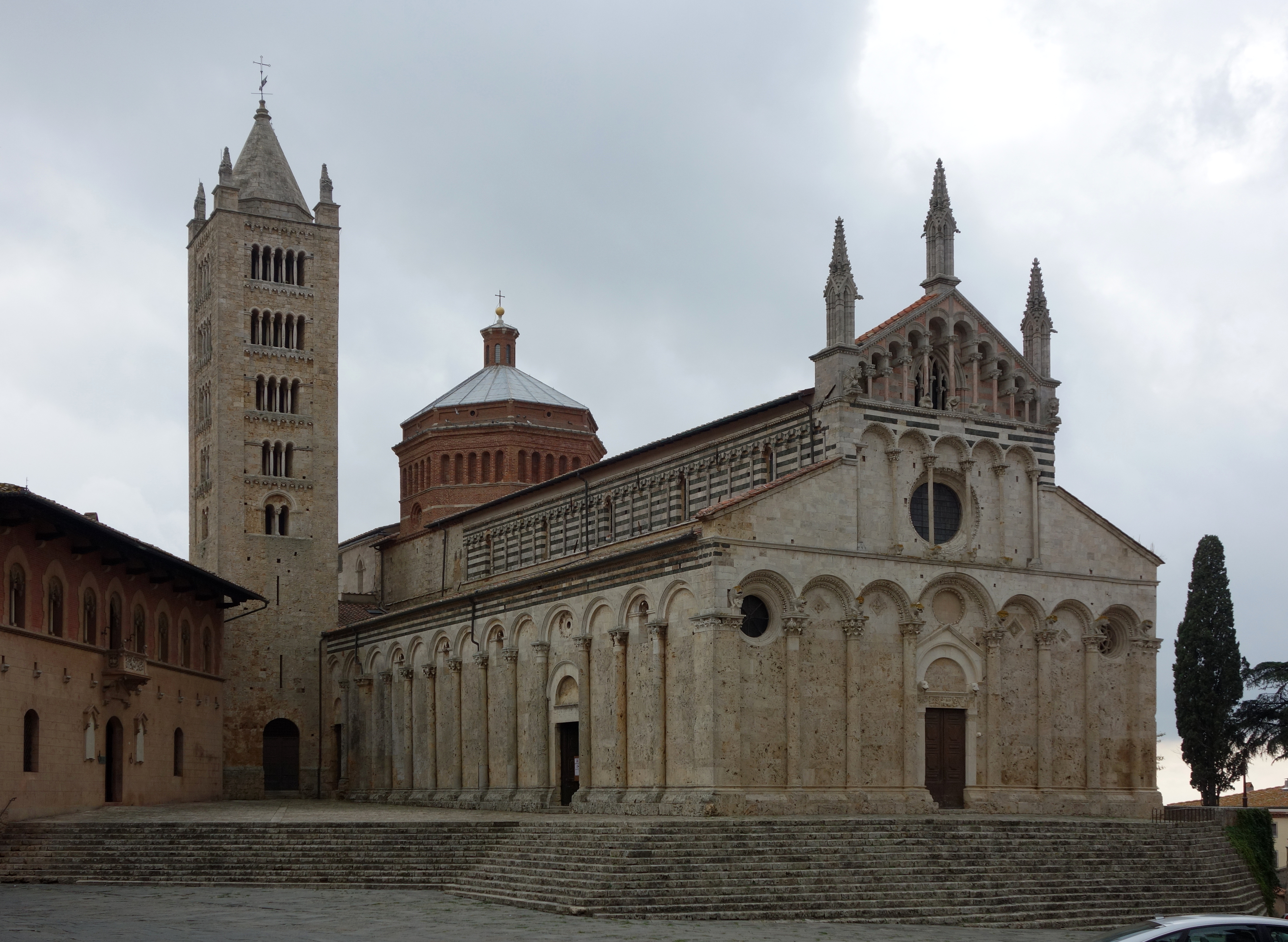
كاتدرائية ماسا ماريتيما

ماسا ماريتيما ( باللاتينية : Massa Veternensis ) هي بلدة ومدينة تابعة لمقاطعة جروسيتو ، جنوب توسكانا ، إيطاليا ، 49 كم شمال شمال غرب غروسيتو .
توجد ينابيع معدنية ، ومناجم للحديد ، والزئبق ، والليغنيت ، والنحاس ، مع مسابك ، وأعمال حديدية ، ومصانع زيت زيتون. في فولونيكا ، على الساحل ، توجد أفران يتم فيها صهر خام الحديد من إلبا .

## تاريخ
كانت المنطقة المحيطة بـ Massa Marittima مأهولة بالسكان منذ عصور ما قبل التاريخ والعصر التاريخي الأولي ، كما يتضح من العديد من الاكتشافات التي تعود إلى العصر الحجري القديم إلى العصر البرونزي . تم العثور على مستوطنات إتروسكان في منطقة بحيرة أكسيسا وغيرها من القرن التاسع إلى القرن الخامس قبل الميلاد. دليل آخر على وجود مستوطنة في المكان الذي توجد فيه ماسا ماريتيما الآن يأتي من Res Gestae بواسطة Ammianus Marcellinus ، حيث يُشار إلى Massa Veternensis على أنها مسقط رأس قسطنطين غالوس ، ابن أخ قسطنطين ؛ يمكن التعرف على هذه المدينة بقرية ماسا فيكيا.
يظهر اسم ماسا لأول مرة في وثيقة من القرن العاشر الميلادي على قائمة القلاع والمحاكم التي بيعها لامبرت ، مارغريف من توسكانا لرجل الدين روببراندو ، في 18 أبريل 973 ، ثم تم إصلاحها من قبل إرمنجاردا ، أرملة لامبرت ، في 15 فبراير 986. في القرن الحادي عشر ، بدأ النقل التدريجي للمقعد الأسقفي لبوبولونيا إلى ماسا ماريتيما ، الذي نهب من قبل القراصنة ودمره أسطول نيسيتاس ، حاكم القسطنطينية : رسالة من البابا الإسكندر الثاني إلى الأسقف تجرين عام 1062 تشهد على النقل من مطرانية ماسا. وصلت المدينة إلى ذروة رونقها في السنوات التي أصبحت فيها بلدية حرة (1255-1337) ، مع توسع حضري كبير بما في ذلك المباني التي لا تزال مرئية حتى اليوم. من 1 مايو 1317 ، لمدة عام على الأقل ، كان للمدينة عملتها الخاصة. قاتل ماسا جنبًا إلى جنب مع سيينا في معركة مونتابيرتي (1260) ، وفي ثلاث بطولات (1276 ، 1307 ، 1319) ، بعد أن استولى عليها في عام 1335.
استغل Sienese الإمكانات الاقتصادية للمدينة ، مما أدى إلى إضعافها إلى حد كبير. أدت الأوبئة (الأشد في 1348 و 1400) والانكماش الديموغرافي إلى تدهور عميق في المدينة ، فضلاً عن عدم صحة المكان ، حيث لم تقم سيينا بأي أعمال استصلاح في ماريما بأكملها. في عام 1554 ، خلال الحرب بين جمهورية سيينا والدوق كوزيمو دي ميديشي ، استسلمت قلعة ماسا ، وحاصرها الإسبان بقيادة كارلو غونزاغا . في 3 فبراير 1555 تم دمج المدينة في دوقية توسكانا الكبرى .
خلال فترة حكم ميديشي ، شهدت المدينة محاولة أولية للتعافي من قبل الدوق الأكبر فرديناندو الأول ، لكن لم يُظهر أي من خلفائها اهتمامًا بمصير ماسا وماريما: كانت التدخلات الوحيدة مرتبطة بأعمال الحديد في فالبيانا. أصابت الملاريا المدينة ، وفي عام 1737 ، عندما اختفت عائلة ميديتشي ، لم يكن عدد سكان ماسا سوى 527 نسمة. في القرن الثامن عشر ، في عهد أسرة لورين ، تعافت المدينة. في 18 مارس 1766 ، قسم الدوق الأكبر بيتر ليوبولد ولاية سينيس إلى مقاطعتين: المقاطعة العليا والمقاطعة السفلى. تم تقسيم المقاطعة السفلية إلى أربعة نقباء: Grosseto و Arcidosso و Sovana و Massa. في السنوات ما بين 1770 و 1790 ، تم استصلاح العديد من المناطق حول المدينة. واصل ليوبولد الثاني ، في القرن التاسع عشر ، أعمال التحسين البيئي والاقتصادي: أعيد فتح منجم مونتيبامبولي ليجنيت ومنجم الشب في مونتيوني وعادت ماسا لتصبح مدينة تعدين.
شارك ماسا بنشاط في حركات Risorgimento التي أدت إلى توحيد إيطاليا. ذهب جوزيبي غاريبالدي نفسه إلى ماسا ماريتيما ، وأصبح فيما بعد مواطنًا فخريًا ؛ ساعده بعض شباب الماسيتيين في الوصول إلى كالا مارتينا للشروع في بورتو فينيري في سبتمبر 1849. في عام 1923 ، أصبحت فولونيكا ، التي كانت دائمًا قرية صغيرة في ماسا ماريتيما ، بلدية مستقلة. خلال الحرب العالمية الثانية ، كانت ماسا مركزًا للأنشطة الحزبية ، وقتلت القوات الألمانية والإيطالية العديد من مواطنيها انتقاما.
في فترة ما بعد الحرب ، توطدت ماسا ماريتيما كمركز للتعدين حتى إغلاق آخر منجم في عام 1994. اليوم ، تعيش المدينة بشكل رئيسي في السياحة ، وذلك بفضل وجود العديد من الأعمال الفنية وتثمين الحرف القديمة ، المرتبطة بشكل رئيسي بماضيها المعدني.

## المعالم السياحية الرئيسية
- كاتدرائية القديس سيربونيوس التي تعود إلى القرن الثالث عشر (القرن الثالث عشر). الكنيسة على الطراز الرومانسكي- بيزاني ، وهي على مخطط الصليب اللاتيني ، مع صحن وممرين مقسومين بواسطة أعمدة صليبية وأعمدة أسطوانية. تحتوي البوابة المركزية على منحوتات أسد وخمس لوحات مع قصص القديس سيربونيوس ، الذي كرست له الكاتدرائية. نافذة الورود لها زجاج نادر من القرن الرابع عشر مع الفادي في المجد وتاريخ القديس سيربونيوس . الجزء الداخلي هو موطن لخط روماني (1267 بغلاف 1447) ، ومذخر قوطي (1324) للقديس سيربونيوس ، ومايستا منسوبة إلى Duccio di Buoninsegna (1316) ورسو من القرن الرابع عشر والذي تحته تابوت روماني من القرن الرابع الميلادي.
- قصر بريتوريو المصمم . يضم المتحف الأثري ، الذي يحتوي على عمل أمبروجيو لورنزيتي .
- كاسيرو سينيسي (قلعة سينيزي) ، بُنيت في القرنين الثالث عشر والرابع عشر.
- قلعة Monteregio ، التي بناها Aldobrandeschi في القرن التاسع ، استخدمت فيما بعد كمقر إقامة للأساقفة.
- كنيسة القديس فرنسيس ، التي أسسها القديس نفسه ، حسب التقاليد ، على الطراز القوطي. يضم افتراضًا من قبل Raffaello Vanni .
- Fonti dell'Abbondanza ، من القرن الثالث عشر ، نقطة النهاية لمشروع إمدادات المياه. يتميز هذا القصر بلوحة جدارية فريدة من نوعها لشجرة القضيب ، أطلق عليها اسم شجرة الخصوبة بعد اكتشافها في عام 2000. [2]
- كنيسة القديس أوغسطين (القرن الرابع عشر) بها دير من عصر النهضة.
- بالازو ديل بوديستا .
- Palazzo delle Armi ، بأسلوب عصر النهضة.
- كنيسة سان روكو (القرن الخامس عشر).
- منزل سان برناردينو دا سيينا الأصلي.

في فرازيوني براتا هي قلعة من القرون الوسطى مع برجين و Pieve of Santa Maria Assunta . البلدة المسورة Tatti تشمل الكنيسة في القرون الوسطى سان سيباستيانو وCassero آخر.

## فرازيوني
وشكلت البلدية التي كتبها المقعد البلدي ماسا ماريتيما والقرى ( frazioni ) من Ghirlanda ، Niccioleta ، براتا ، Tatti و Valpiana . قرية ثا الصغيرة من مونتيبامبولي مدرجة أيضًا في البلدية.

## الناس
ربما تكون ماسا ماريتيما هي مسقط رأس الإمبراطور الروماني قسطنطينوس جالوس في أواخر القرن الرابع.
ولد القديس برناردينو دا سيينا هنا عام 1380.

## حكومة

### قائمة العمد
| عمدة             | بداية الفصل الدراسي | نهاية المدة           | حزب                                              |
| ---------------- | ------------------- | --------------------- | ------------------------------------------------ |
| ريناتو بولونيني  | 1985                | 1995                  | الحزب الشيوعي الإيطالي / الحزب الديمقراطي لليسار |
| لوكا ساني        | 1995                | 2004                  | حزب اليسار الديمقراطي                            |
| ليديا باي        | 2004                | 2014                  | مستقل ( يسار الوسط )                             |
| مارسيلو جيونتيني | 2014                | مايجب في الوضع الراهن | مستقل ( يسار الوسط )                             |

## روابط خارجية
- ماسا ماريتيما - ماريما توسكانا : دليل السفر وأماكن الإجازة
- ماسا ماريتيما في الشتاء
- المشي في ماسا ماريتيما
- ماسا ماريتيما بالصور الفنية نسخة محفوظة 3 مارس 2016 على موقع واي باك مشين.
- من رمز الخصوبة إلى الدعاية السياسية - فك شفرة جدارية ماسا ماريتيما.